# Mobi Fehr
Mobi Fehr (født 13. december 1994) er en amerikansk fodboldspiller.